# Portage (trasporto)

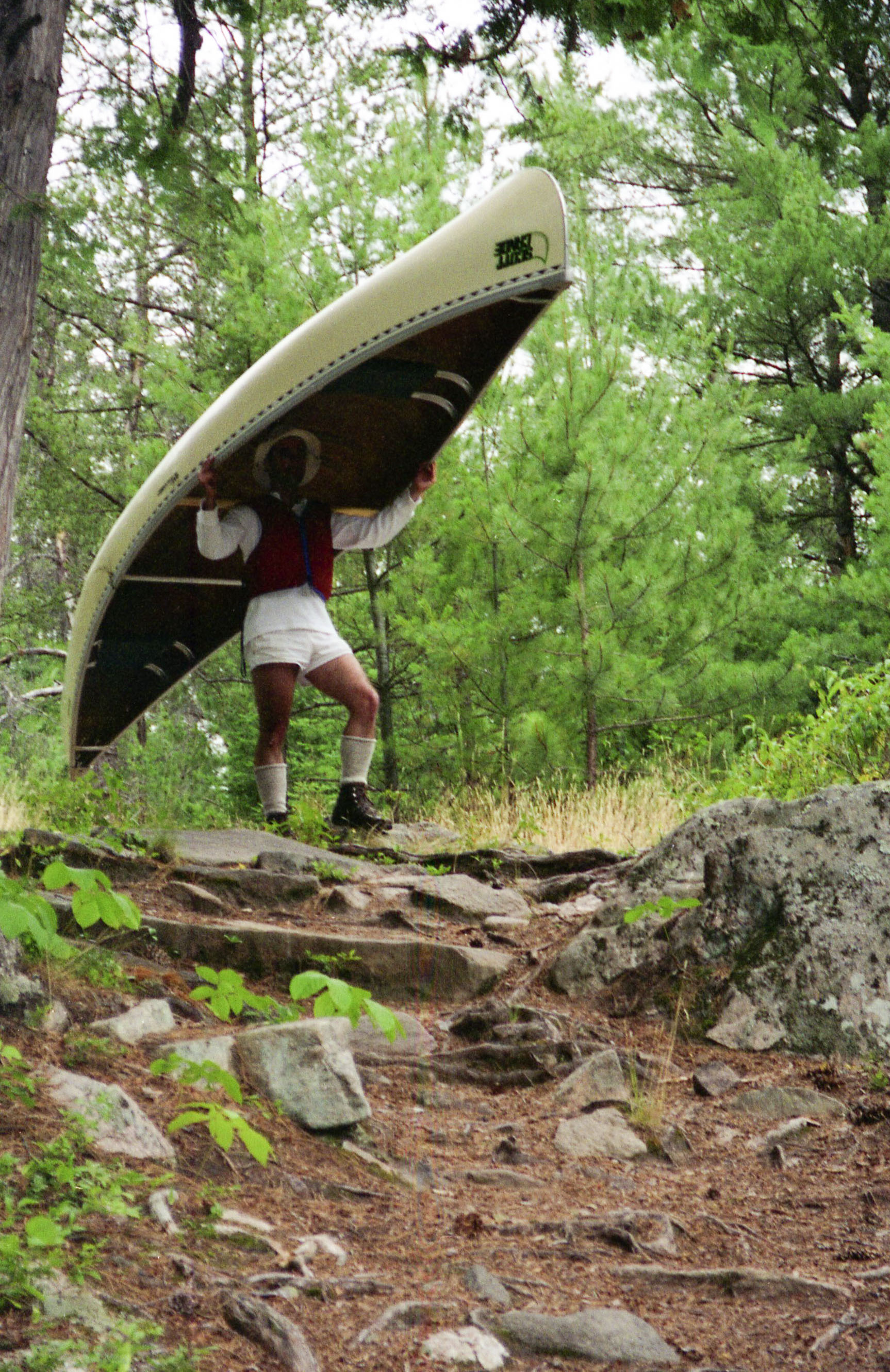
Trasporto di una canoa lungo un sentiero di portage nel Parco provinciale di Algonquin.

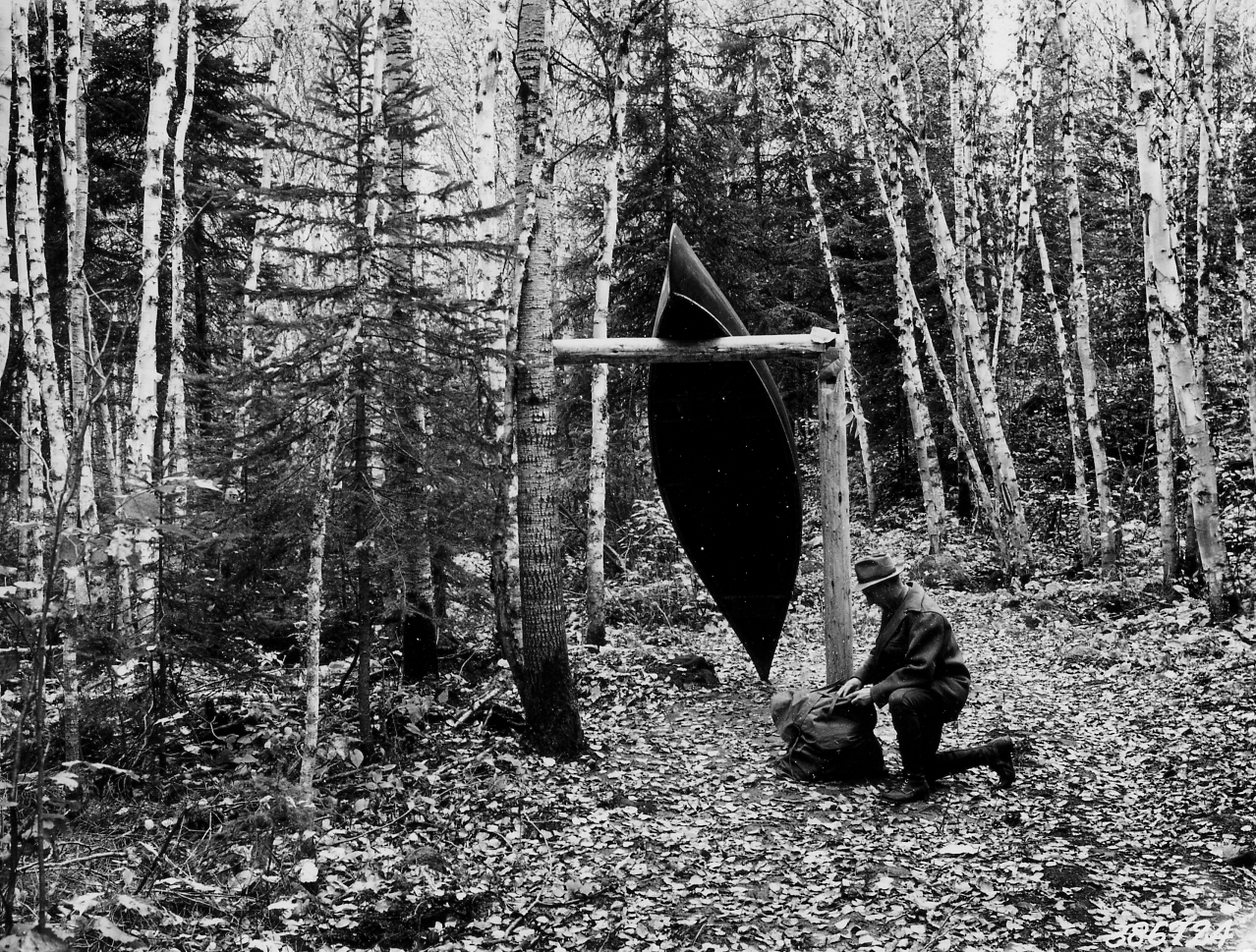
Fermata durante il trasporto di una canoa lungo un sentiero di portage

Portage o portaging è la pratica di portare imbarcazioni su terra, o intorno a un ostacolo che si presenta nel corso di un fiume o tra due specchi o corsi d'acqua divisi da un tratto di terra. Anche il tratto di terra sul quale si effettua tale trasporto prende il nome di portage.

I primi esploratori francesi nella Nuova Francia e nella Louisiana francese incontravano numerose rapide e cateratte. I nativi americani trasportavano a braccia le loro canoe sulla terra per evitare queste parti dei fiumi. Con il tempo, importanti tratti di trasporto erano talvolta provvisti da canali artificiali con chiuse o anche da appositi tratti di ferrovia. I trasporti primitivi di questo tipo implicavano il trasporto dell'imbarcazione e del relativo contenuto mediante più di un viaggio. Piccole canoe possono essere trasportate rovesciate sulle spalle di un uomo e il puntone centrale può essere disegnato nello stile di un giogo per facilitare questa operazione.

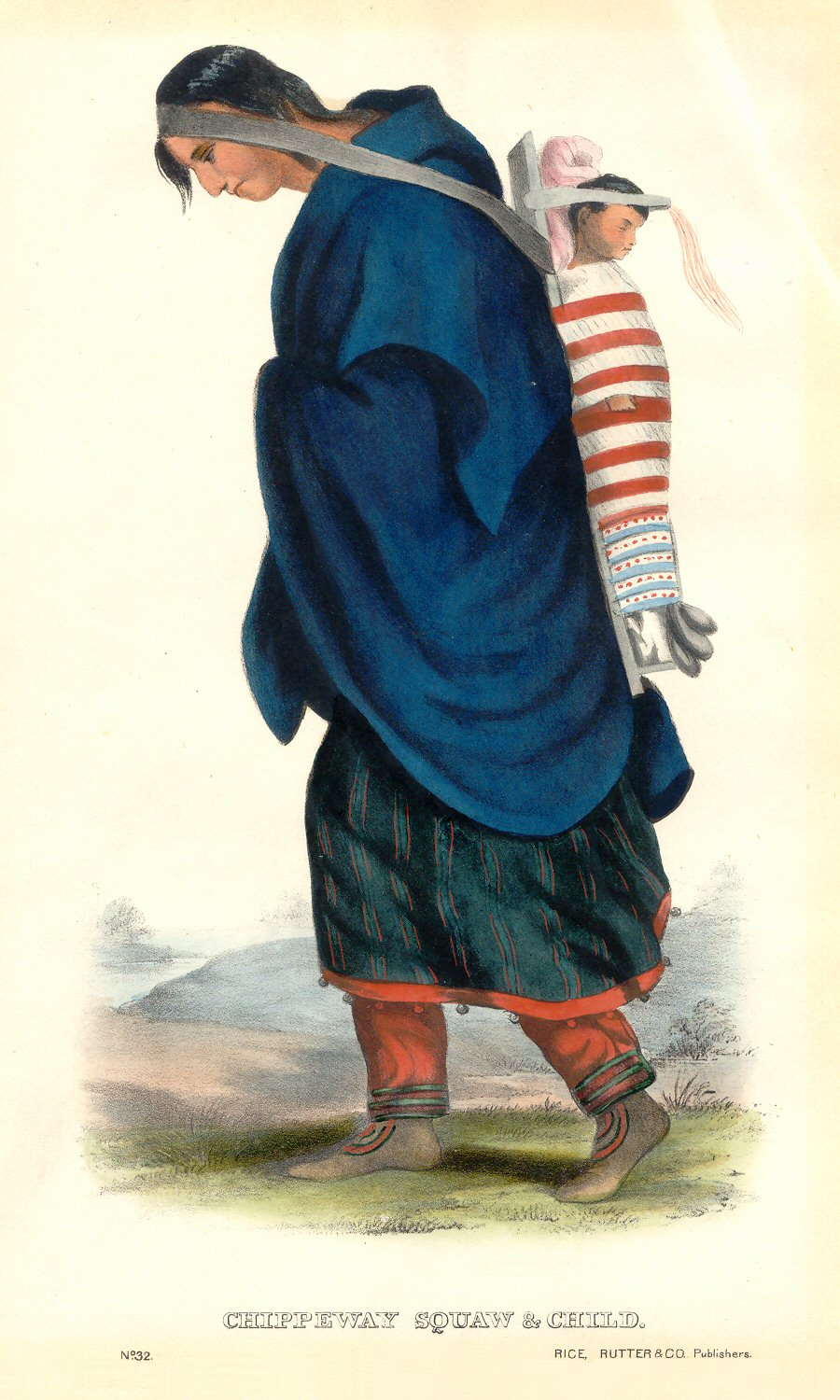
Giovane donna indigena che usa una correggia intorno alla testa per sostenere il peso di un carico sulla schiena.

Storicamente i voyageur spesso impiegavano apposite corregge sulla loro testa per poter portare i loro carichi sulle spalle. Un portage può essere lungo chilometri, come il Methye Portage, lungo 19 km e il Grand Portage, lungo 13 km, entrambi nel Nordamerica, spesso superando colline o difficili terreni. Alcuni portage implicano piccoli dislivelli, come il breve Mavis Grind nelle Isole Shetland. Il portage può essere parte di competizioni sportive, in particolare quelle di maratona.

## Tecnica

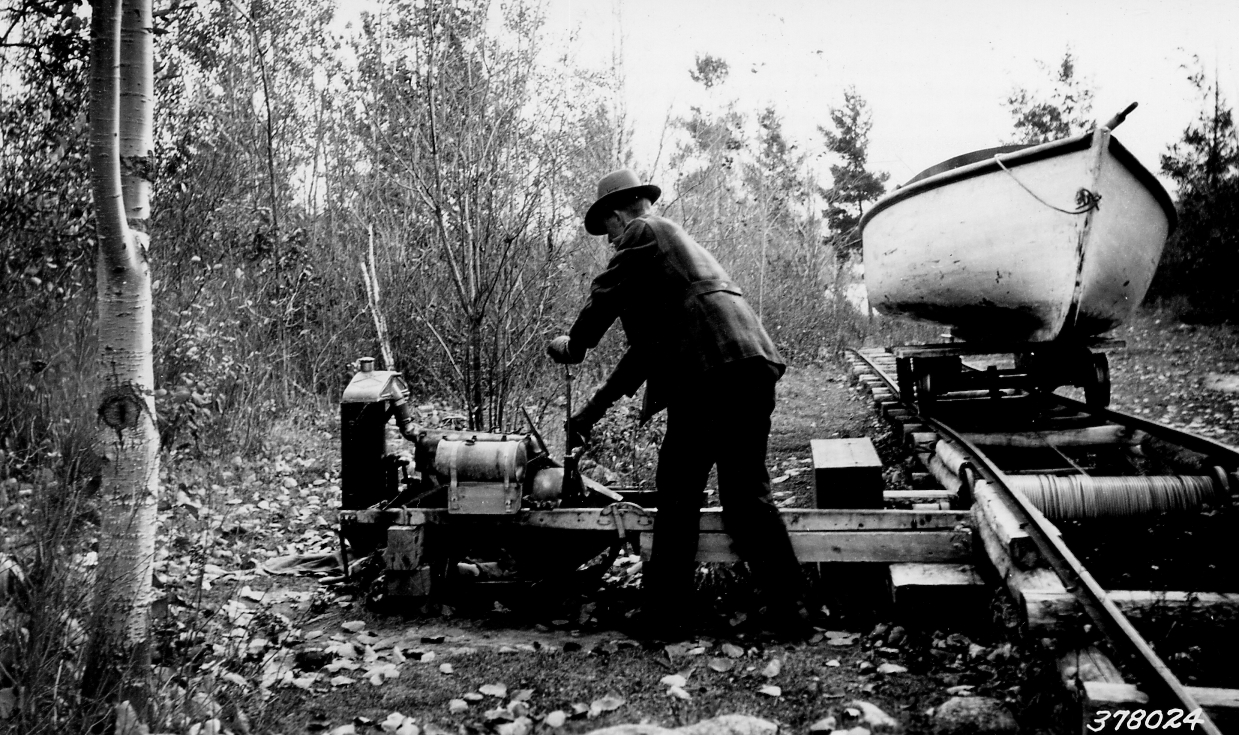
Piccola ferrovia di portage negli U.S.A.

Questa sezione tratta principalmente di canoe da carico pesante utilizzate dai voyageur canadesi. Sentieri per il portage generalmente ebbero inizio come tratturi per animali e furono migliorati con il fuoco o semplicemente calpestandoli a lungo. In qualche luogo furono posate rotaie di legno rivestite di metallo per portare carretti. Vie molto frequentate talvolta si trasformarono in strade ove venivano utilizzate slitte, rulli o buoi, come al Methye Portage. Talvolta venivano costruiti tratti ferroviari (Champlain and St. Lawrence Railroad) o canali.
Seguendo la corrente del fiume attraverso le rapide un esperto voyageur detto "la guida" ispezionava le rapide e sceglieva tra il pesante fardello di un portage e il rischio della vita di navigare nelle rapide stesse. Se si adottava la seconda scelta, l'imbarcazione era controllata a prua dall'avant, dotato di una lunga pagaia, e il gouvernail a poppa, che utilizzava la sua pagaia di 2,7 metri come un timone. L'avant aveva una visibilità migliore ma il gouvernail un miglior controllo dell'imbarcazione. Gli altri canoisti a bordo fornivano la forza motrice sotto i comandi dell'avant. Risalire la corrente era più difficile, essendoci molti punti in cui la corrente era troppo forte da affrontare con le sole pagaie. Dove il fondo del fiume era basso e solido, i voyageur stavano nella canoa e la spingevano contro corrente con un'asta di circa 3 metri.
Se la linea della riva era ragionevolmente sgombra la canoa poteva essere trainata con una corda da riva mentre un solo uomo rimaneva a bordo per tenerla discosta dalla riva stessa (il caso più estremo di trascinamento da riva ebbe luogo presso le Tre Gole in Cina, dove tutte le barche dovevano essere spinte a mano contro la corrente dello Yangtze). In condizioni peggiori veniva adottata la tecnica del "carico dimezzato". Metà del carico veniva posto a terra, la canoa spinta contro corrente, scaricata e quindi riportata indietro a riprendere la parte del carico lasciata a terra. In casi di corrente ancor peggiore, veniva scaricato l'intero carico (décharge) e trasportato via terra mentre la canoa veniva fatta navigare contro corrente. Nel caso peggiore era necessario un completo portage. La canoa veniva trasportata da due o quattro uomini (le barche "York" dovevano essere trasportate via terra su rulli). Il carico veniva diviso in pacchi standard di 41 kg o "pezzo" con ogni uomo responsabile di circa sei pezzi. Un pacco veniva portato sulla schiena con l'aiuto di una correggia che lo ancorava al capo del portatore (l'ernia strozzata era una frequente causa di morte). Per permettere il regolare riposo, il voyageur lasciava il suo pacco circa ogni chilometro e tornava indietro per prendere il carico successivo. Il tempo stimato per il portage era di un'ora ogni mezzo miglio di trasporto.

## Storia

### Europa

#### Mondo Greco-Romano

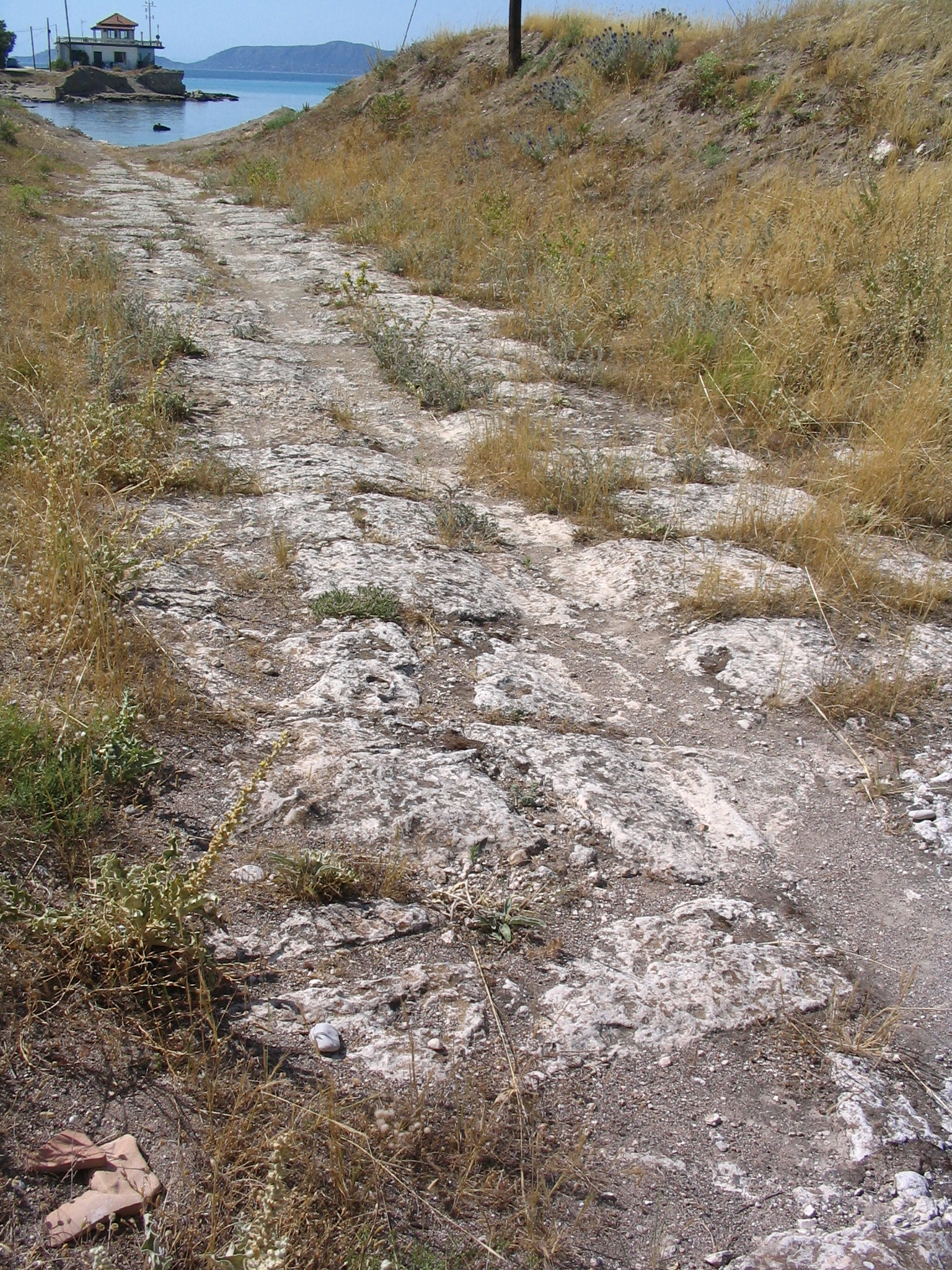
Tratto pavimentato del Diolkos

Il Diolkos era una strada pavimentata dell'Antica Grecia che consentiva alle imbarcazioni di essere trasportate attraverso l'istmo di Corinto tra il golfo di Corinto e il Golfo Saronico.
Essa fu costruita per il trasporto di despoti di rango elevato che amministravano la giustizia. La via era una rudimentale ferrovia di circa 8 km di lunghezza, che fu utilizzata dal 600 a.C. circa fino alla metà del I secolo d.C. Il livello sul quale Diolkos combinò i due principi della strada e della ferrovia per il trasporto di imbarcazioni è stato unico nella storia antica. Vi è scarsa evidenza in letteratura per due altre vie di questo tipo riferite come diolkoi nell'antichità, entrambe site nell'Egitto romano: il medico e scrittore Oribasio (c. AD 320–400) due passaggi del suo collega del I secolo d.C. Senocrate, nei quali quest'ultimo scrive di un diolkos vicino al porto di Alessandria, che potrebbe essersi trovato all'estremità meridionale dell'isola di Faro. Un altro diolkos è citato da Claudio Tolomeo nel suo testo di geografia (IV, 5, 10), come collegante un falso estuario di un ramo del Nilo, parzialmente riempito dal limo, con il Mar Mediterraneo.

#### Repubblica veneziana

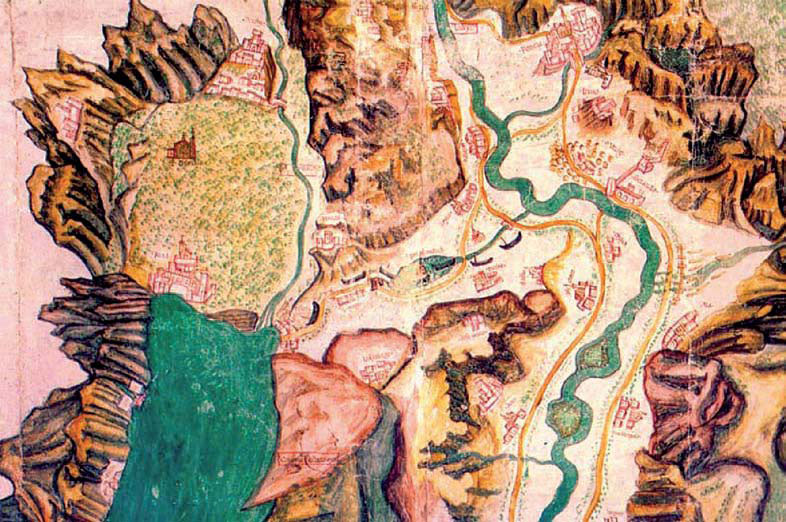
Mappa del viaggio della nave da Guerra veneziana.

Il collegamento terrestre tra il fiume Adige e il lago di Garda, a malapena utilizzato dalle imbarcazioni più piccole, fu usato almeno una volta dalla Repubblica di Venezia per il trasporto della flotta militare nel 1439. Il collegamento via terra è oggi piuttosto più difficile a causa della scomparsa del lago di Loppio.

#### Russia

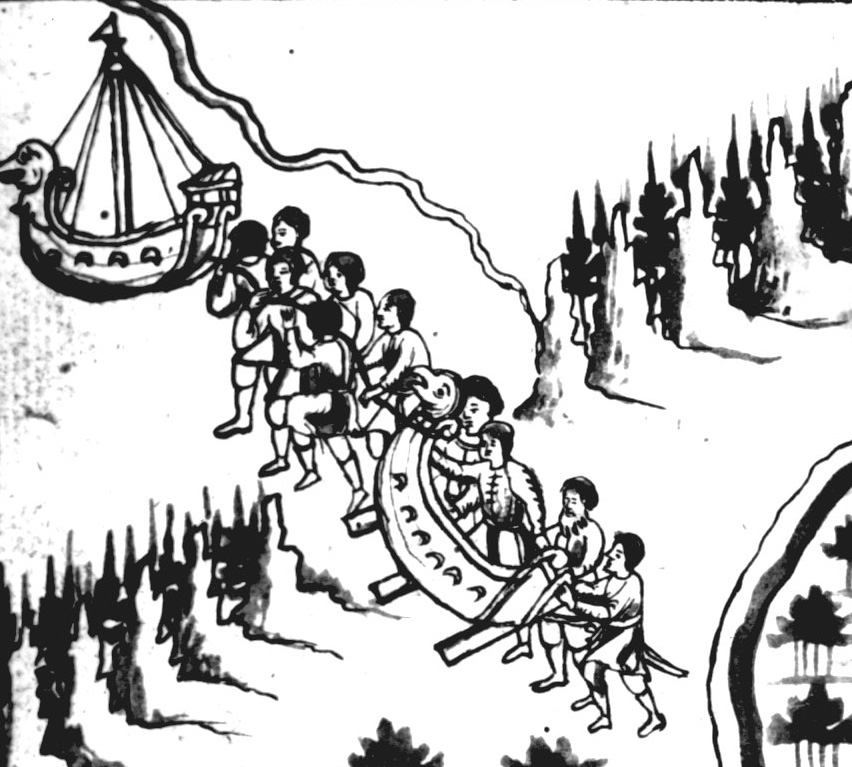
Yermak Timofeyevich e la sua banda di avventurieri attraversano i monti Urali a Tagil, entrando in Asia dall'Europa

Nei secolo VIII, IX e X, i Vichinghi, popolo di mercanti-avventurieri, sfruttavano una rete di vie d'acqua nell'Europa orientale, con portage che collegavano i quattro fiumi più importanti della regione: Volga, Dvina occidentale, Dnieper e Don. I portage di quella che è oggi la Russia erano vitali per il commercio dei Variaghi con l'Oriente e Bisanzio.
Al più importante dei portage (come Gnëzdovo) vi erano avamposti abitati da una popolazione mista di mercanti norreni e di nativi. I Cazari eressero la fortezza di Sarkel, a difesa del portage chiave tra i fiumi Volga e Don. Dopo la fine del dominio dei Variaghi e dei Cazari nell'Europa orientale, mercanti Slavi continuarono a utilizzare i Cazari lungo la rotta commerciale del Volga e quella del Dnieper.
I nomi delle città di Volokolamsk e di Vyšnij Voločëk possono essere tradotte come "portage sul fiume Lama e "piccolo portage superiore".
Nell'XI secolo I Russi usarono portage per raggiungere la Siberia.

#### Scozia e Irlanda
Tarbert è un termine che in Scozia e in Irlanda indica un luogo che viene utilizzato per il portage.

### Africa
Il portage giocava un ruolo importante nell'economia di alcune società africane. Per esempio Bamako fu scelta come capitale del Mali poiché si trova sul fiume Niger, in prossimità delle rapide che ne dividono il corso superiore da quello inferiore.

### Nordamerica

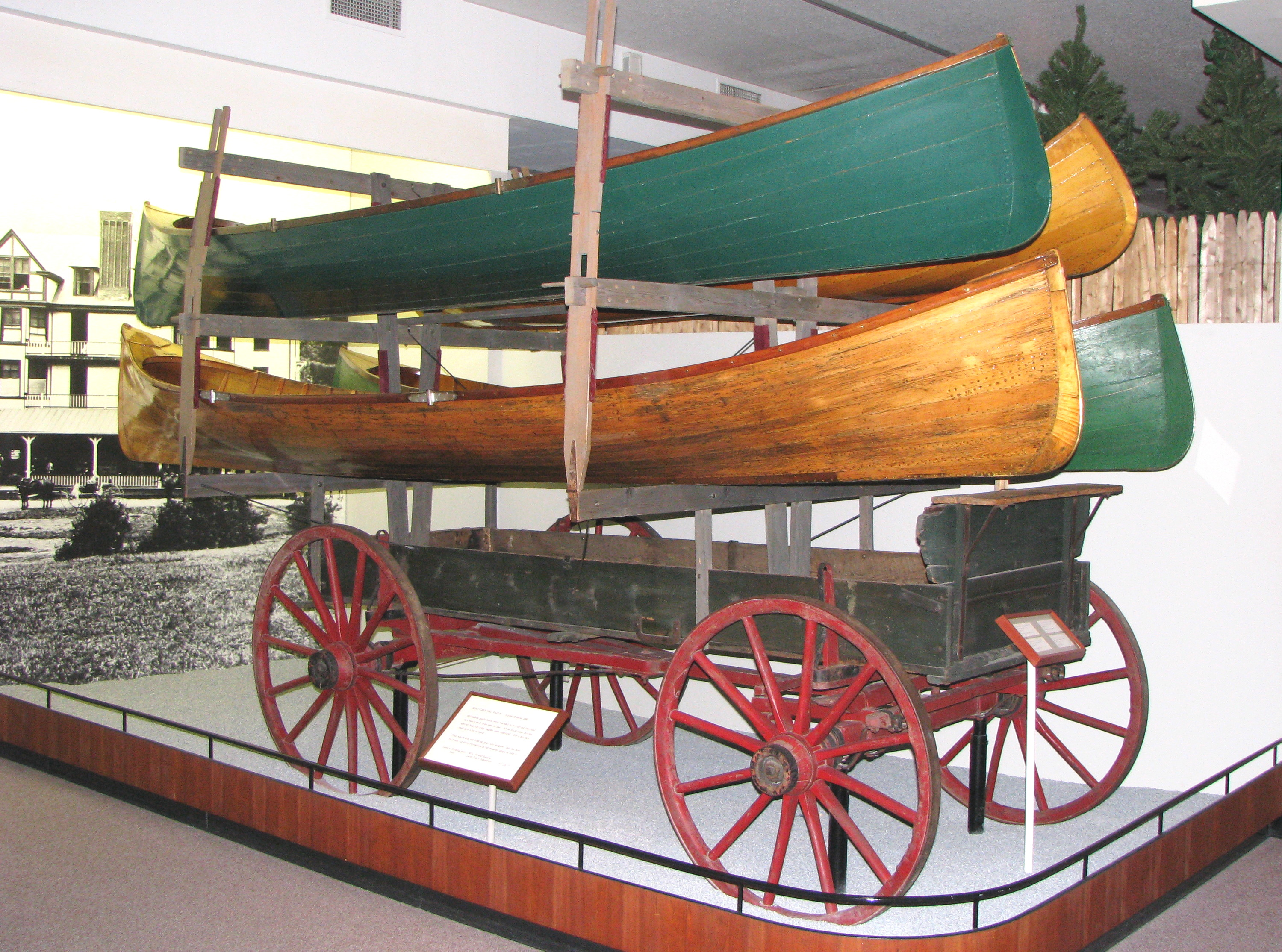
Nei Monti Adirondack si usavano molto i portage con vagoncini trainati da cavalli come questo, forniti di "scaffalature" per trasportare più imbarcazioni alla volta. Questo è un esempio tipico di quei carrelli, in uso negli anni 1890 (Museo Adirondack).

Luoghi ove veniva praticato il sono spesso divenuti insediamenti provvisori o definitivi. L'importanza del libero transito attraverso i portage li vide inclusi in leggi e trattati. Un noto, storicamente importante per il commercio delle pellicce, è ora diventato Monumento nazionale (Grand Portage National Monument). I percorsi di canottaggio ricreativo con canoe spesso comprendono portage fra laghi: ad esempio la via Seven Carries nel Parco Adirondack.
Numerosi portage furono migliorati in strade carrabili o ferrovie a causa della loro importanza economica. Il Niagara Portage ebbe una ferrovia a gravità negli anni 1760. Il passaggio tra il fiume Chicago e il Des Plaines River avveniva attraverso un breve acquitrino che si inondava stagionalmente e si dice che un canale si fosse sviluppato inintenzionalmente a causa dei portage che provocavano lo strisciamento delle carene sul fondo delle imbarcazioni. La ferrovia Champlain and St. Lawrence collegava nel 1835 le città di New York e Montreal senza dover passare attraverso l'Atlantico.
Molti insediamenti del Nordamerica ricevettero il loro nome dall'essere stati luogo di portage.

### Oceania

#### Nuova Zelanda
Portage esistevano in luoghi ove vi era un istmo attraverso il quale i locali Maori potevano trascinare o portare le loro canoe dal Mar di Tasman all'Oceano Pacifico e viceversa. Quelli più famosi si trovavano nella zona della città di Auckland, dove ne rimangono due in zone separate della città.